# Gent del nord
Gent del nord (títol original: Winter People) és una pel·lícula estatunidenca dirigida per Ted Kotcheff, estrenada l'any 1989. Ha estat doblada al català.

## Argument
Anys 30, Estats Units, 1934. Wayland Jackson, un jove vidu, es trasllada amb la seva filla a un poble de muntanya de Carolina del Nord. Ràpidament comença una relació amb una jove mare soltera, però abans ha de convèncer el seu pare i els seus tres germans que les seves intencions són nobles. Per demostrar-ho participa amb ells en la tradicional caça de l'os i en la construcció de la nova torre del rellotge de la comunitat. Els problemes comencen quan el pare del nen reclama els seus drets sobre ell.

## Repartiment
- Kurt Russell: Wayland Jackson
- Kelly McGillis: Collie Wright
- Lloyd Bridges: William Wright
- Mitch Ryan: Drury Campbell
- Jeffrey Meek: Cole Campbell
- Don Michael Paul: Jove Wright
- Eileen Ryan: Annie Wright